# Trận Çatalca lần thứ nhất
Trận Çatalca lần thứ nhất, còn gọi là Trận Chataldja, diễn ra từ ngày 17 cho tới ngày 18 tháng 11 năm 1912, là một trận đánh giữa Bulgaria và Đế quốc Thổ Ottoman trong cuộc Chiến tranh Balkan lần thứ nhất. Trận đánh mở đầu với ý đồ của hai Tập đoàn quân số 1 và số 3 của Bulgaria, dưới quyền chỉ huy của Trung tướng Radko Dimitriev, nhằm đánh bại Tập đoàn quân Çatalca của Thổ Ottoman và chọc thủng phòng tuyến cuối cùng của quân Ottoman trước Constantinopolis. Tuy nhiên, trận đánh kết thúc với chiến thắng không nhỏ của quân Ottoman, nhờ vào khả năng phòng thủ chiều sâu của Tham mưu trưởng Nazim Pasha, sự tập trung pháo binh chặt chẽ của quân Ottoman và những nhược điểm của quân Bulgaria mặc dù quân Bulgaria vừa thắng hai trận trước.
Trận chiến bắt đầu khi quân Bulgaria tiến hành pháo kích, và thị dân Constantinopolis hẳn là nghe được tiếng pháo. Ban đầu, lính Bulgaria thọc sâu vào phòng tuyến quân Ottoman. Khí hậu khắc nghiệt đã khiến cho quân Bulgaria khó thể liên lạc và mang lại thuận lợi cho quân Ottoman. Sau đó, lực lượng Pháo binh Ottoman đã bắn trả dữ dội, đẩy lùi mọi cuộc tấn công của địch thủ. Trước hỏa lực của quân Thổ Ottoman, quân Bộ binh Bulgaria cùng với các khẩu đội pháo của họ đã bị đập nát. Quân Ottoman làm chủ tình hình trong ngày đầu, và cái giá cho thắng lợi lớn của họ cũng không phải là cao. Song, tướng Dimitriev quyết định tấn công vào hôm sau. Nhưng thiệt hại trong ngày hôm trước đã khiến cho quân Bulgaria một lần nữa gặp rắc rối về liên lạc, và Pháo binh Ottoman đã xé lẻ Bộ binh Bulgaria. Quân Bulgaria bị kiệt quệ và cuối cùng, Dimitriev tuyên bố thất bại. Đêm ngày 18 tháng 11 năm 1912, Bộ Tư lệnh Bulgaria tuyên bố chấm dứt tiến công. Đây là chiến thắng vang dội nhất của Quân đội Ottoman trong cuộc chiến tranh và là thất bại lớn đầu tiên của Quân đội Bulgaria kể từ sau khi được thành lập vào năm 1878. Thương vong của quân Thổ Ottoman thấp hơn đáng kể so với quân Bulgaria.
Thắng lợi lớn tại Çatalca đã thể hiện khả năng rút kinh nghiệm của Quân đội Ottoman sau hai thất bại trước đó. Sự chỉ huy mạnh mẽ và quyết đoán của Bộ Tư lệnh Ottoman đã mang lại chiến thắng cho họ. Không những thế, người Ottoman cũng đã cải tiến pháo binh của mình, khác với người Bulgaria sau hai thắng lợi ban đầu lại rút ra những suy nghĩ sai lầm. Và, thắng lợi này cũng lên dây cót cho sĩ khí quân đội Ottoman. Sau đại bại, quân Bulgaria còn mắc phải một cơn bệnh dịch lớn. Cho đến cuối cuộc chiến, quân Ottoman vẫn giữ được phòng tuyến Çatalca.